# Марк Забуковник
Марк Забуковник (словен. Mark Zabukovnik, нар. 27 грудня 2000, Любляна) — словенський футболіст, півзахисник клубу «Целє» та національної збірної Словенії. Виступав також за клуб «Радомлє». Чемпіон Словенії та володар Кубка Словенії.

## Клубна кар'єра
Марк Забуковник народився 2000 року в місті Любляна, та є вихованець футбольної школи клубу «Радомлє». У 2017 році Забуковник розпочав грати в основній команді клубу, в якому грав до 2022 року, взявши участь у 79 матчах чемпіонату.
З 2022 року футболіст грає у складі клубу «Целє». У складі команди гравець у сезоні 2023—2024 років став чемпіоном Словенії, а в сезоні 2024—2025 років став володарем Кубка Словенії.

## Виступи за збірні
Протягом 2021—2022 років Марк Забуковник грав у складі молодіжної збірної Словенії. На молодіжному рівні зіграв у 10 офіційних матчах, забив 1 гол.
У 2024 році Забуковник дебютував у складі національної збірної Словенії. Станом на початок червня 2025 року футболіст зіграв у складі національної збірної 3 матчі, в яких забитими голами не відзначився.

## Титули і досягнення
- Чемпіон Словенії (1):

«Целє»: 2023–2024
- Володар Кубка Словенії (1):

«Целє»: 2024–2025